# 竹野女王
竹野女王（たけのじょおう/たかののおおきみ、天智天皇10年（671年）？ - 天平宝字2年（758年）以前）は、奈良時代の日本の皇族。位階は従二位。

## 経歴
系譜は明らかでないが、長屋王邸から「竹野王」「竹野王子」の名が記された多数の木簡が出土したことから、長屋王の近親者と考えられている。
天平11年（739年）1月、藤原房前の未亡人牟漏女王とともに従三位に叙せられる。聖武朝末の天平感宝元年（749年）4月に正三位に叙せられ、孝謙朝の天平勝宝3年（751年）1月には女性としては異例の従二位にまで昇進した。
角田文衛は、聖武天皇の夫人・北殿の母と目される牟漏女王と並んで従三位に叙されていることから、聖武天皇の夫人・南殿の母で藤原武智麻呂の妻と推測している。もっとも、南殿は天平20年（748年）6月に故人になっている。
明日香村の竜福寺には、「天平勝宝三年歳次辛卯四月二十四日丙子 従二位竹野王」と刻まれた石塔が存在するが、石塔建立の目的などを記した銘文は風損してほとんど読み取れない。

## 官歴
『続日本紀』による。
- 時期不詳：正四位下
- 天平11年（739年） 正月13日：従三位
- 天平感宝元年（749年） 4月14日：正三位
- 天平勝宝3年（751年） 正月25日：従二位